# Ла-Грулла (Техас)
Ла-Грулла (англ. La Grulla) — місто (англ. city) в США, в окрузі Старр штату Техас. Населення — 1222 особи (2020).

## Географія
Ла-Грулла розташована за координатами 26°16′17″ пн. ш. 98°38′55″ зх. д. / 26.27139° пн. ш. 98.64861° зх. д. (26.271272, -98.648631).  За даними Бюро перепису населення США в 2010 році місто мало площу 2,43 км², з яких 2,43 км² — суходіл та 0,00 км² — водойми.

## Демографія
Згідно з переписом 2010 року, у місті мешкали 1622 особи в 486 домогосподарствах у складі 403 родин. Густота населення становила 668 осіб/км².  Було 588 помешкань (242/км²).
Расовий склад населення:
| - 96,6 % — білих - 0,2 % — чорних або афроамериканців - 0,1 % — корінних американців - 0,1 % — азіатів - 2,6 % — осіб інших рас |

До двох чи більше рас належало 0,4 %. Частка іспаномовних становила 98,1 % від усіх жителів.
За віковим діапазоном населення розподілялося таким чином: 30,7 % — особи молодші 18 років, 56,0 % — особи у віці 18—64 років, 13,3 % — особи у віці 65 років та старші. Медіана віку мешканця становила 31,0 року. На 100 осіб жіночої статі у місті припадало 91,3 чоловіків;  на 100 жінок у віці від 18 років та старших — 91,2 чоловіків також старших 18 років.
Середній дохід на одне домашнє господарство  становив 32 539 доларів США (медіана — 23 322), а середній дохід на одну сім'ю — 40 585 доларів (медіана — 27 813). За межею бідності перебувало 29,6 % осіб, у тому числі 42,9 % дітей у віці до 18 років та 22,0 % осіб у віці 65 років та старших.
Цивільне працевлаштоване населення становило 461 особа. Основні галузі зайнятості: освіта, охорона здоров'я та соціальна допомога — 36,9 %, роздрібна торгівля — 25,4 %, будівництво — 11,3 %, науковці, спеціалісти, менеджери — 9,1 %.